# Modal jazz

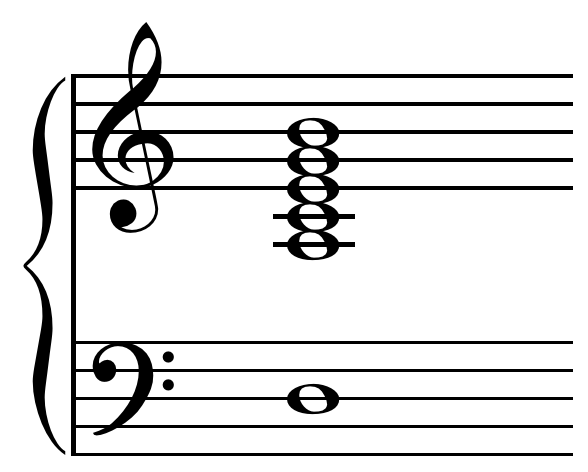
Hợp âm mở đầu giai điệu "Maiden Voyage": với nốt 11 thứ (Am9/D). sử dụng thức âm D Dorian.

Modal jazz (còn gọi là nhạc jazz điệu thức) sử dụng các điệu thức khác nhau trong cùng một bản nhạc, được điều chỉnh sao cho có nhiều hợp âm, thay cho chỉ dựa các hợp âm của một điệu thức chủ duy nhất. Tuy đã xuất hiện từ khá lâu, nhưng loại nhạc jazz điệu thức này được xem là do nhà soạn nhạc George Russell đúc kết và thành một lý thuyết trong cuốn sách Lydian Chromatic Concept of Tonal Organization (Khái niệm về tổ chức giọng đa sắc Lydian) xuất bản năm 1953.
Modal jazz đặc biệt thịnh hành trong các thập niên 1950 và 1960 và tiếp tục có ảnh hưởng tới ngày nay. Các tác phẩm quan trọng nhất có thể kể tới giai điệu "Milestones" (1958) và album Kind of Blue (1959) của Miles Davis, cũng như chuỗi trình diễn của tứ tấu John Coltrane (1960–1964) – những người trực tiếp lấy cảm hứng từ âm nhạc của Russell. Trong số này, hai giai điệu nổi tiếng nhất chính là "So What" của Davis và "Impressions" của Coltrane đều sử dụng cấu trúc AABA theo điệu thức D Dorian ở đoạn đầu và hạ nửa giọng xuống E-flat ở đoạn chuyển B. Điệu thức Dorian vốn cơ bản là một âm giai Thứ tự nhiên thay đổi ở nốt 6. Cấu trúc tương tự có thể thấy trong các sáng tác "Flamenco Sketches" của Davis, "Peace Piece" của Bill Evans, hay "Footprints" của Shorter.
Ngoài ra, Chick Corea, Bill Evans, Herbie Hancock, Joe Henderson, Bobby Hutcherson, Pharoah Sanders, Woody Shaw, Wayne Shorter, McCoy Tyner, và Larry Young cũng là những nghệ sĩ nổi tiếng khác thành danh ở thể loại này.